# Понцано ди Фермо
Понцано ди Фермо (итал. Ponzano di Fermo) насеље је у Италији у округу Фермо, региону Марке.
Према процени из 2011. у насељу је живело 396 становника. Насеље се налази на надморској висини од 231 м.

## Становништво
| 1931. | 1936. | 1951. | 1961. | 1971. | 1981. | 1991. | 2001. | 2011. |
| ----- | ----- | ----- | ----- | ----- | ----- | ----- | ----- | ----- |
| 2.002 | 2.081 | 2.050 | 1.712 | 1.154 | 1.103 | 1.372 | 1.581 | 1.708 |